# Cucullia retectina
Cucullia retectina là một loài bướm đêm trong họ Noctuidae.